# Cancellariidae
Famille
Les Cancellariidae forment une famille de mollusques gastéropodes.

## Liste des genres
Selon World Register of Marine Species (3 novembre 2018) :
- genre Admete Krøyer, 1842
- genre Admetula Cossmann, 1889
- genre Africotriton Beu & Maxwell, 1987
- genre Agatrix Petit, 1967
- genre Antepepta Finlay & Marwick, 1937 †
- genre Aphera H. Adams & A. Adams, 1854
- genre Axelella Petit, 1988
- genre Beuella Lesport, Cluzaud & Verhecken, 2015 †
- genre Bivetia Jousseaume, 1887
- genre Bivetiella Wenz, 1943
- genre Bivetopsia Jousseaume, 1887
- genre Bonellitia Jousseaume, 1887
- genre Brocchinia Jousseaume, 1887
- genre Cancellaphera Iredale, 1930
- genre Cancellaria Lamarck, 1799
- genre Cancellicula Tabanelli, 2008
- genre Colubratriton Pacaud, Ledon & Loubry, 2015 †
- genre Coptostoma Cossmann, 1899 †
- genre Coptostomella Finlay & Marwick, 1937 †
- genre Crawfordina Dall, 1919
- genre Euclia H. Adams & A. Adams, 1854
- genre Fusiaphera Habe, 1961
- genre Gerdiella Olsson & Bayer, 1973
- genre Gergovia Cossmann, 1899
- genre Habesolatia Kuroda, 1965
- genre Hertleinia Marks, 1949
- genre Inglisella Finlay, 1924
- genre Iphinopsis Dall, 1924
- genre Kapuatriton Beu & Maxwell, 1987 †
- genre Loxotaphrus Harris, 1897
- genre Maorivetia Finlay, 1924 †
- genre Massyla H. Adams & A. Adams, 1854
- genre Merica H. Adams & A. Adams, 1854
- genre Mericella Thiele, 1929
- genre Microcancilla Dall, 1924
- genre Microsveltia Iredale, 1925
- genre Mirandaphera Bouchet & Petit, 2002
- genre Narona H. Adams & A. Adams, 1854
- genre Neadmete Habe, 1961
- genre Nevia Jousseaume, 1887
- genre Nipponaphera Habe, 1961
- genre Nothoadmete Oliver, 1982
- genre Oamaruia Finlay, 1924
- genre Paladmete Gardner, 1916
- genre Pallidonia Laseron, 1955
- genre Pepta Iredale, 1925
- genre Perplicaria Dall, 1890
- genre Plesiocerithium Cossmann, 1889 †
- genre Plesiotriton P. Fischer, 1884
- genre Pristimerica Finlay & Marwick, 1937 †
- genre Pseudobabylonella Brunetti, della Bella, Forli & Vecchi, 2009
- genre Pyruclia Olsson, 1932
- genre Scalptia Jousseaume, 1887
- genre Solatia Jousseaume, 1887
- genre Sveltella Cossmann, 1889
- genre Sveltia Jousseaume, 1887
- genre Sydaphera Iredale, 1929
- genre Tatara C. A. Fleming, 1950
- genre Tribia Jousseaume, 1887
- genre Trigonaphera Iredale, 1936
- genre Trigonostoma Blainville, 1827
- genre Tritonoharpa Dall, 1908
- genre Turehua Marwick, 1943 †
- genre Unitas Palmer, 1947 †
- genre Vercomaris Garrard, 1975
- genre Waipaoa Marwick, 1931 †
- genre Zeadmete Finlay, 1926

## Galerie

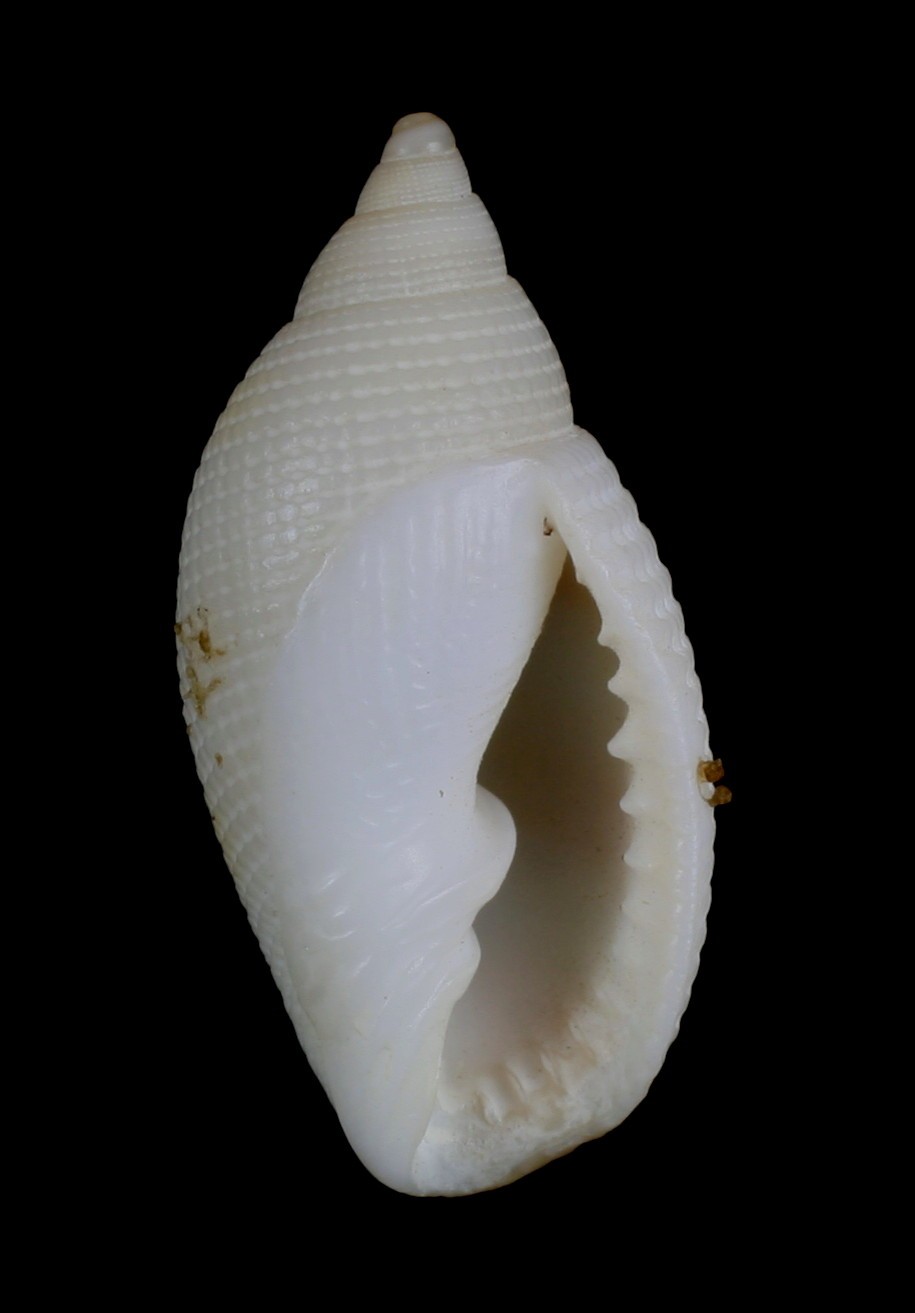
Aphera tessellata
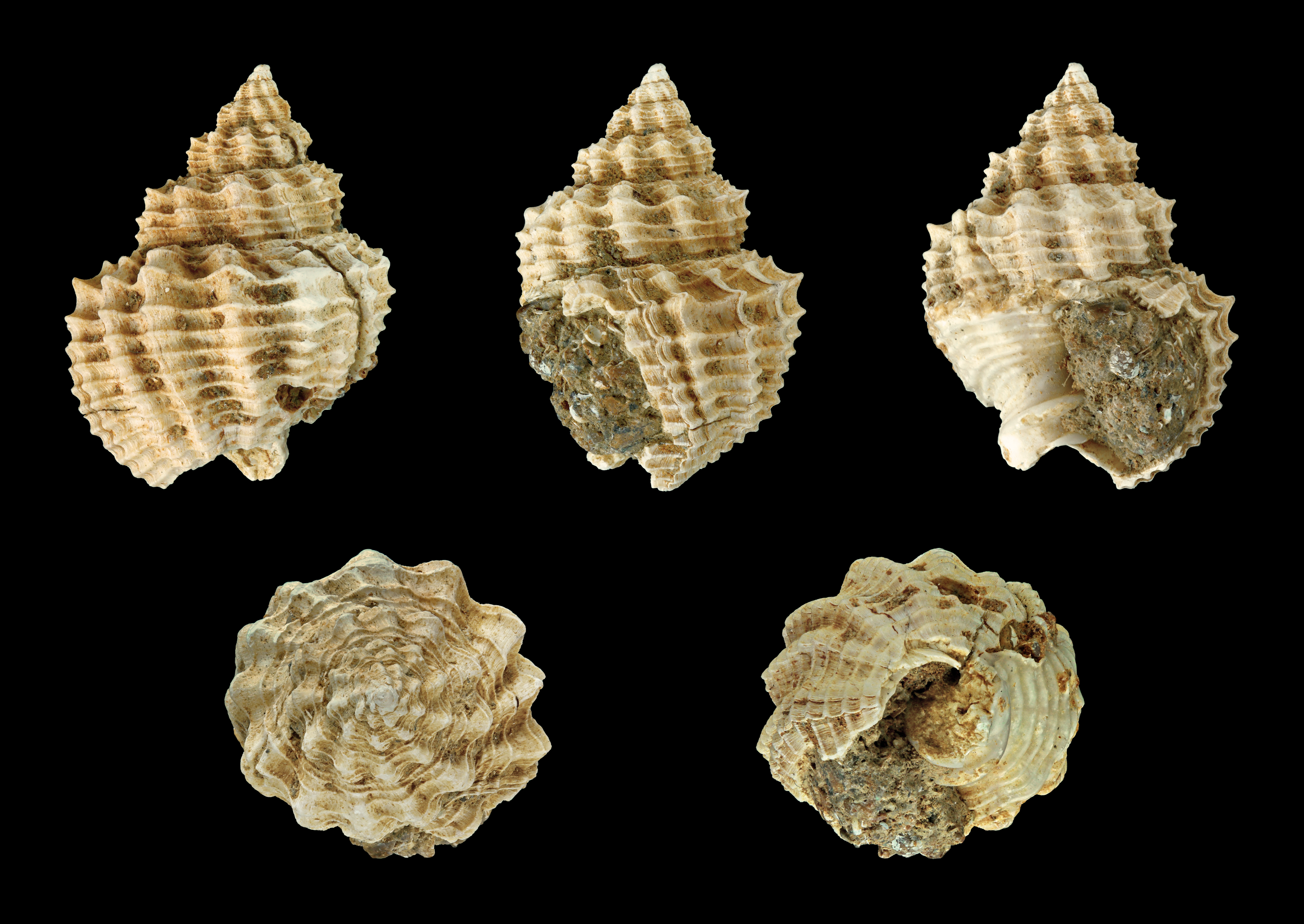
Bivetiella cancellata
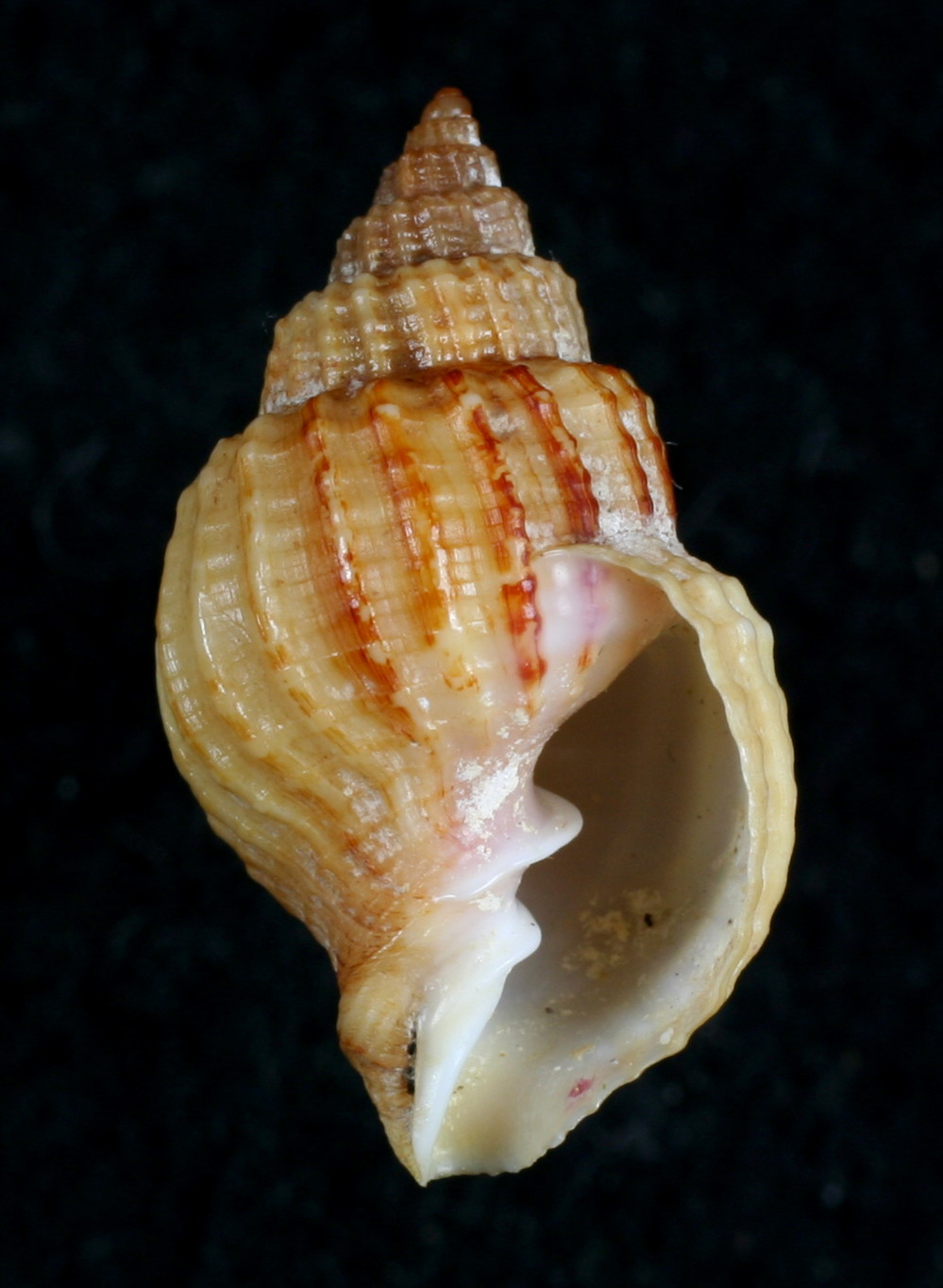
Cancellaria albida
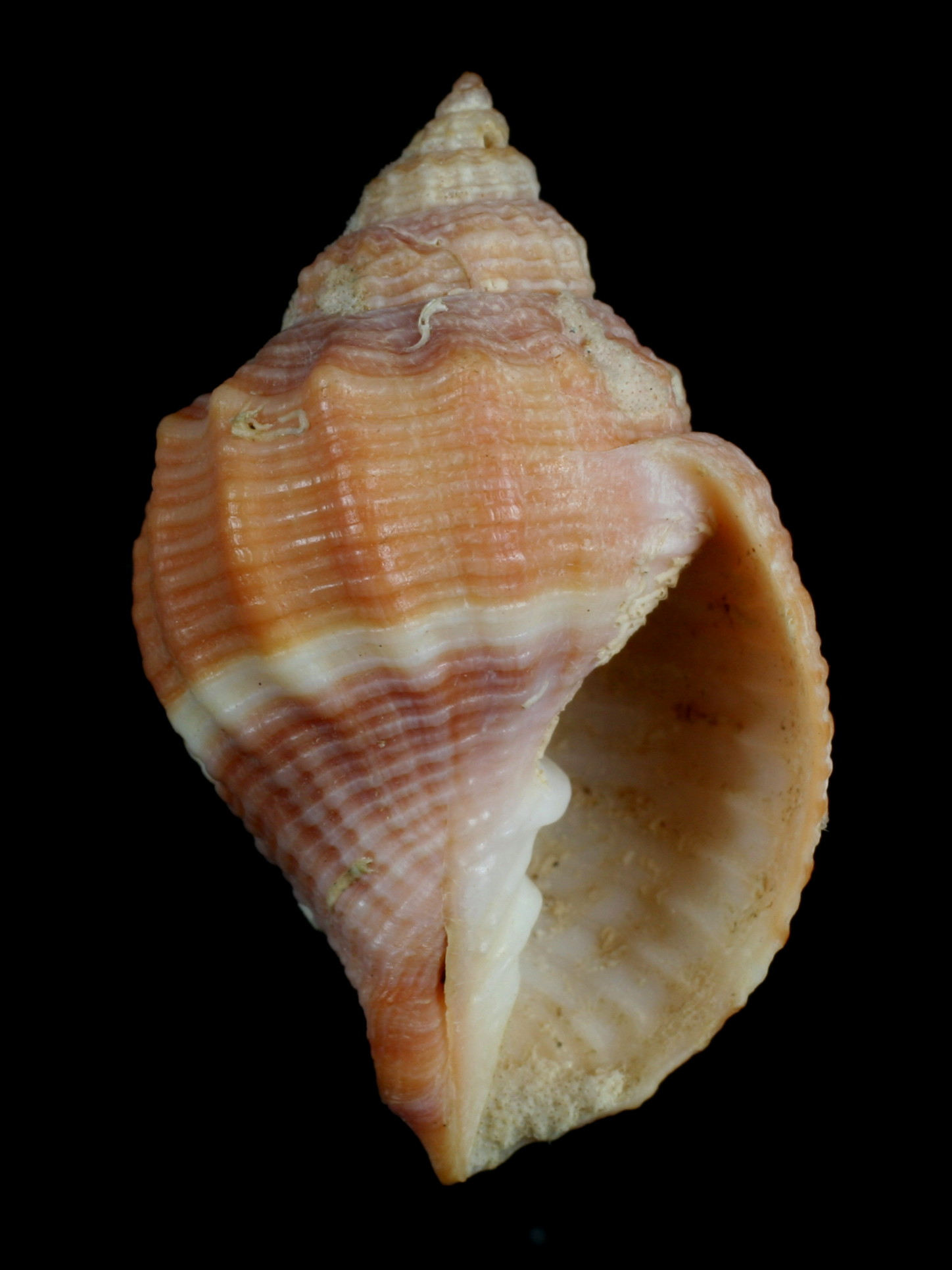
Euclia cassidiformis
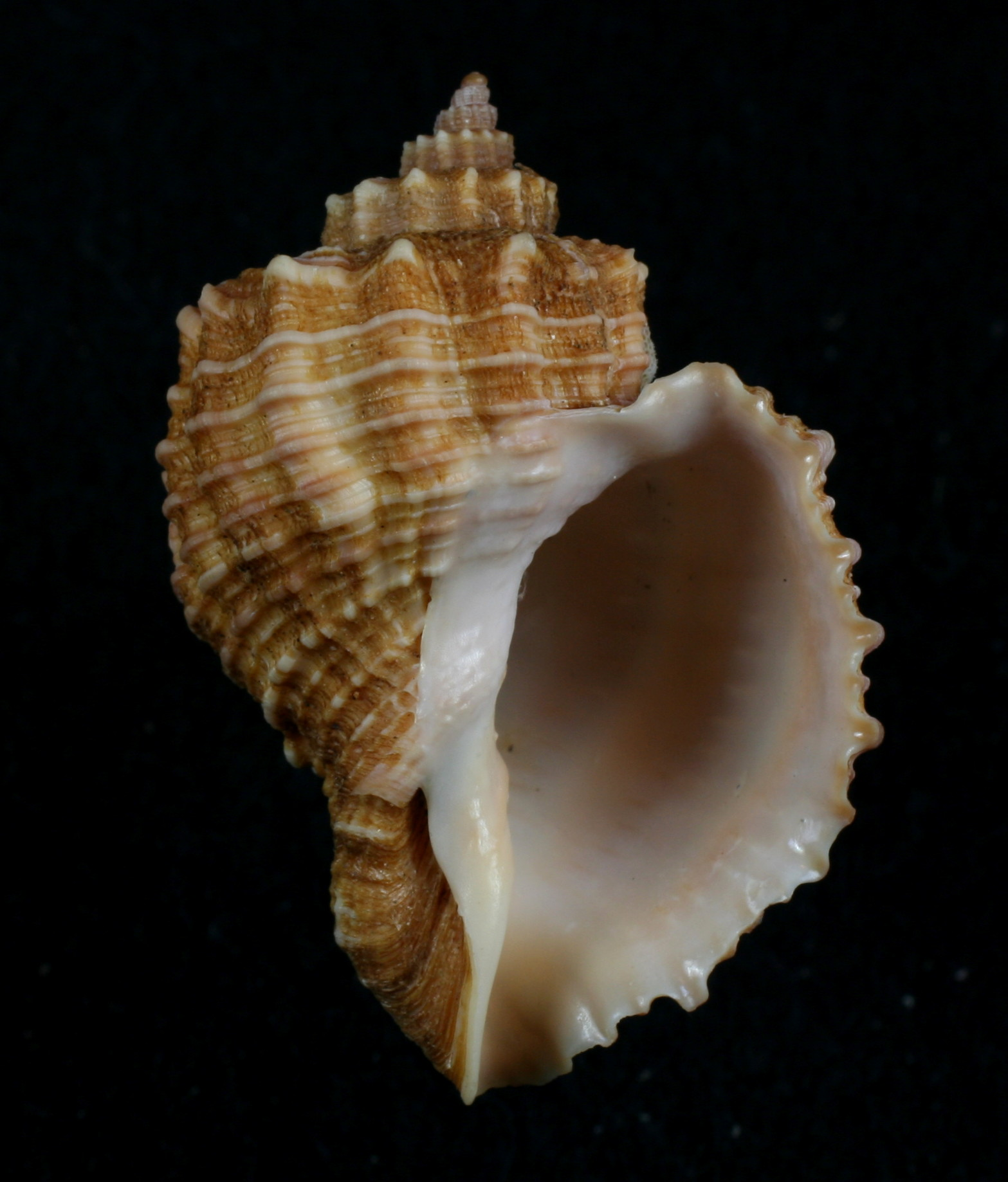
Habesolatia nodulifera
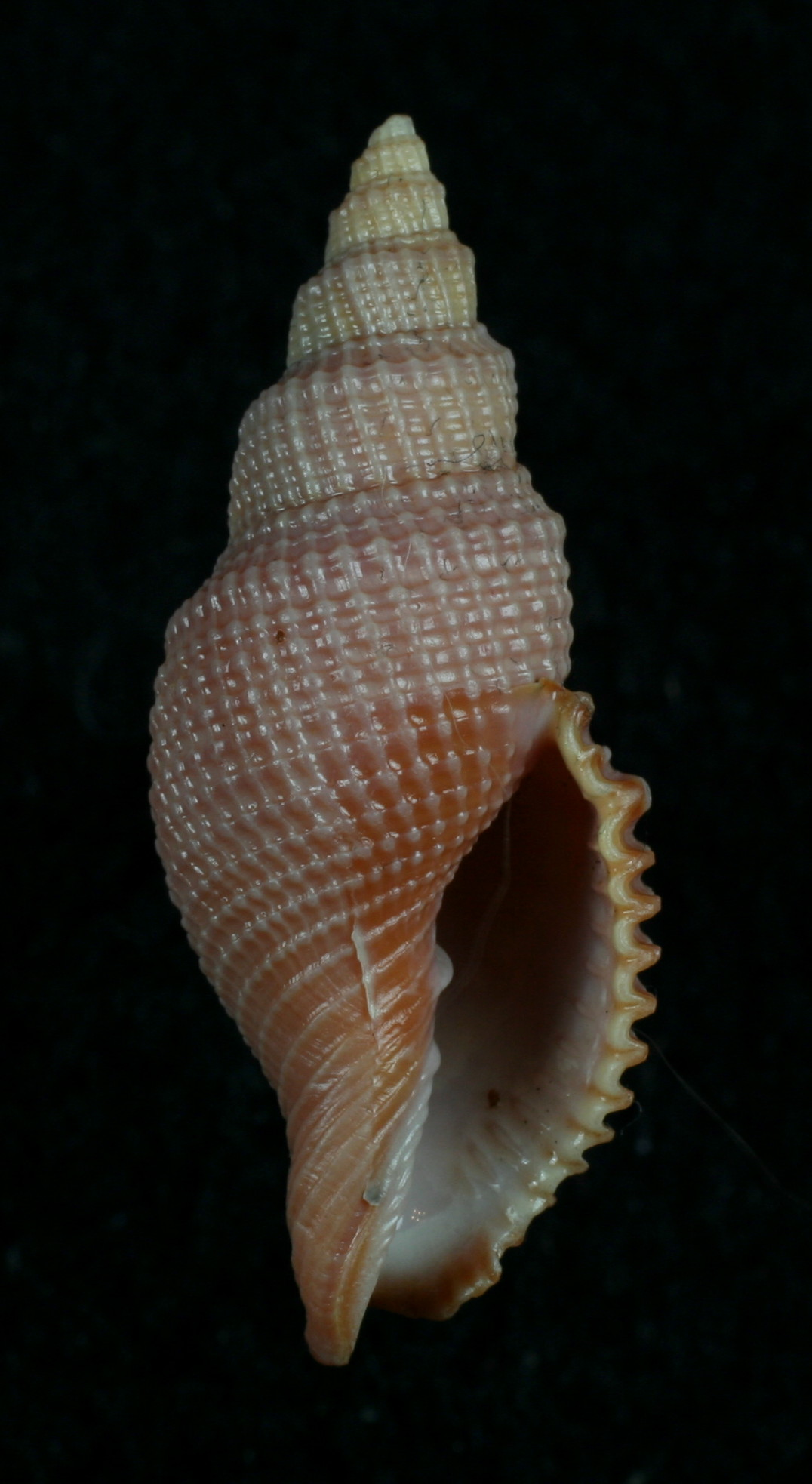
Hertleinia mitraformis
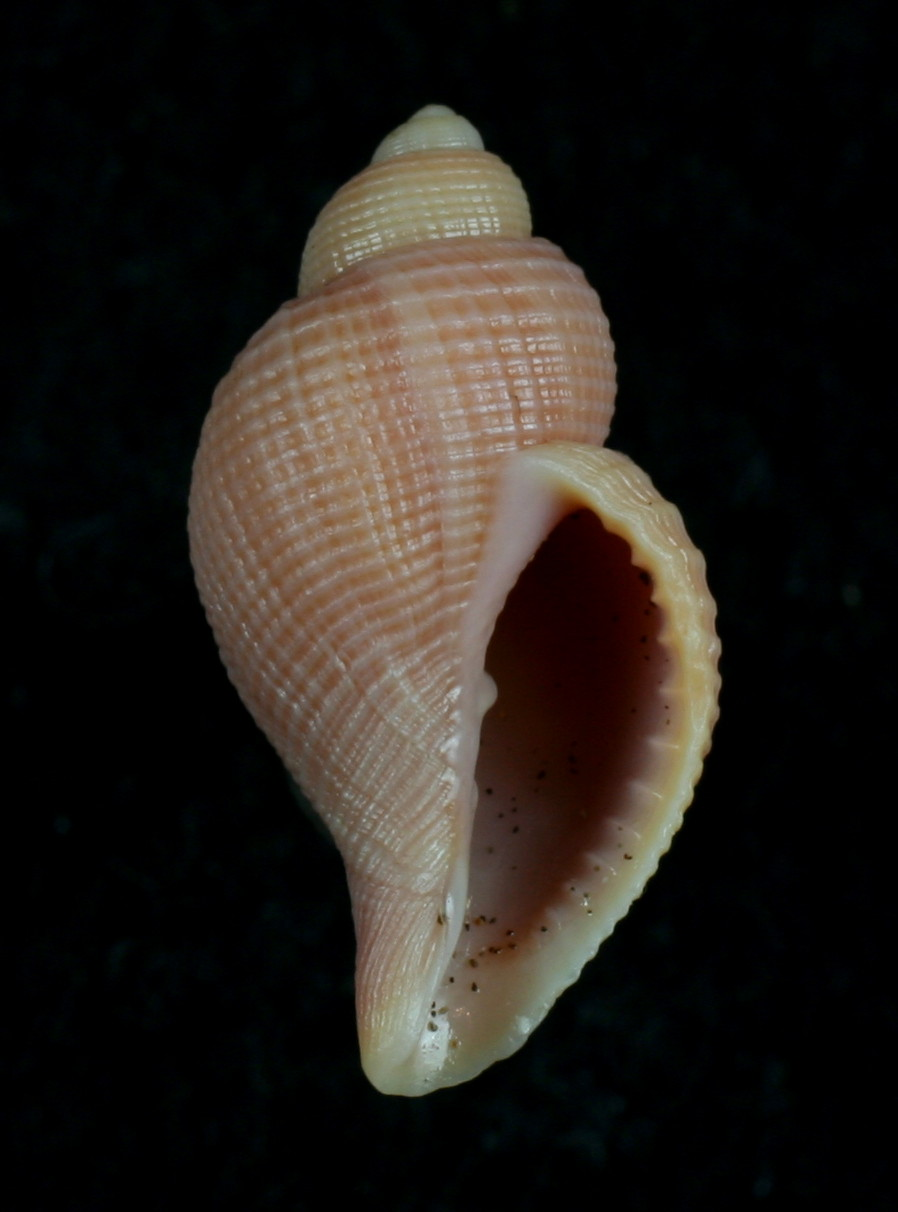
Massyla corrugata
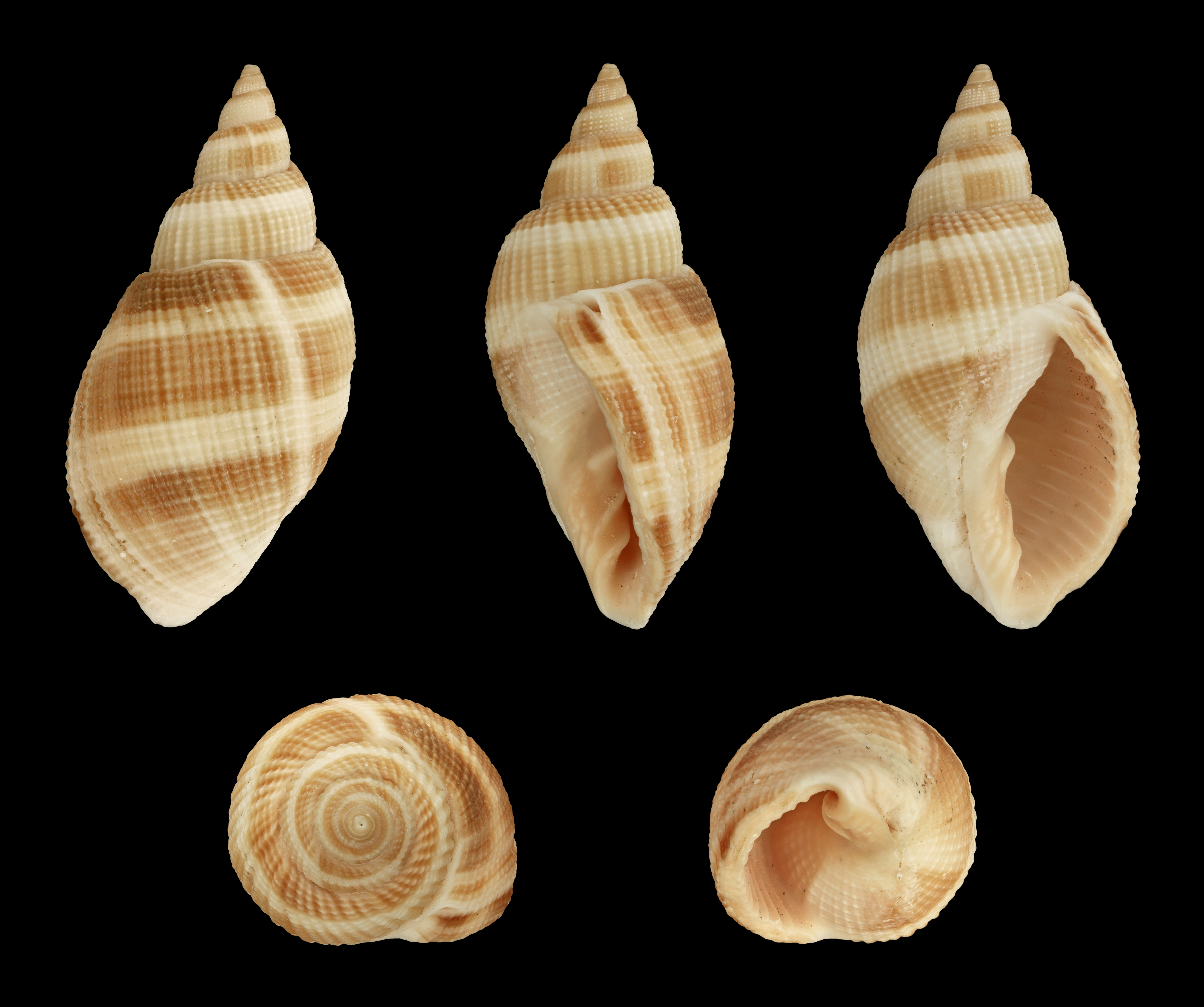
Merica oblonga
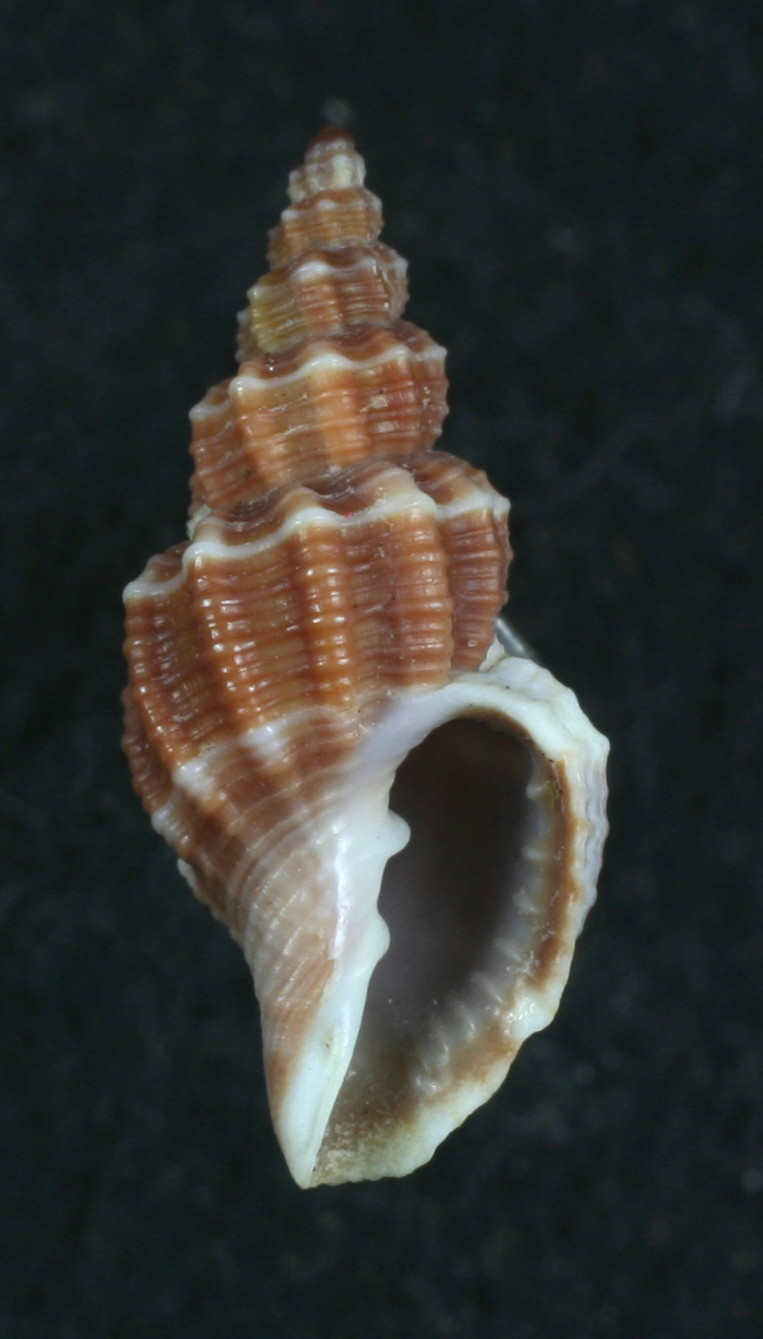
Narona clavatula
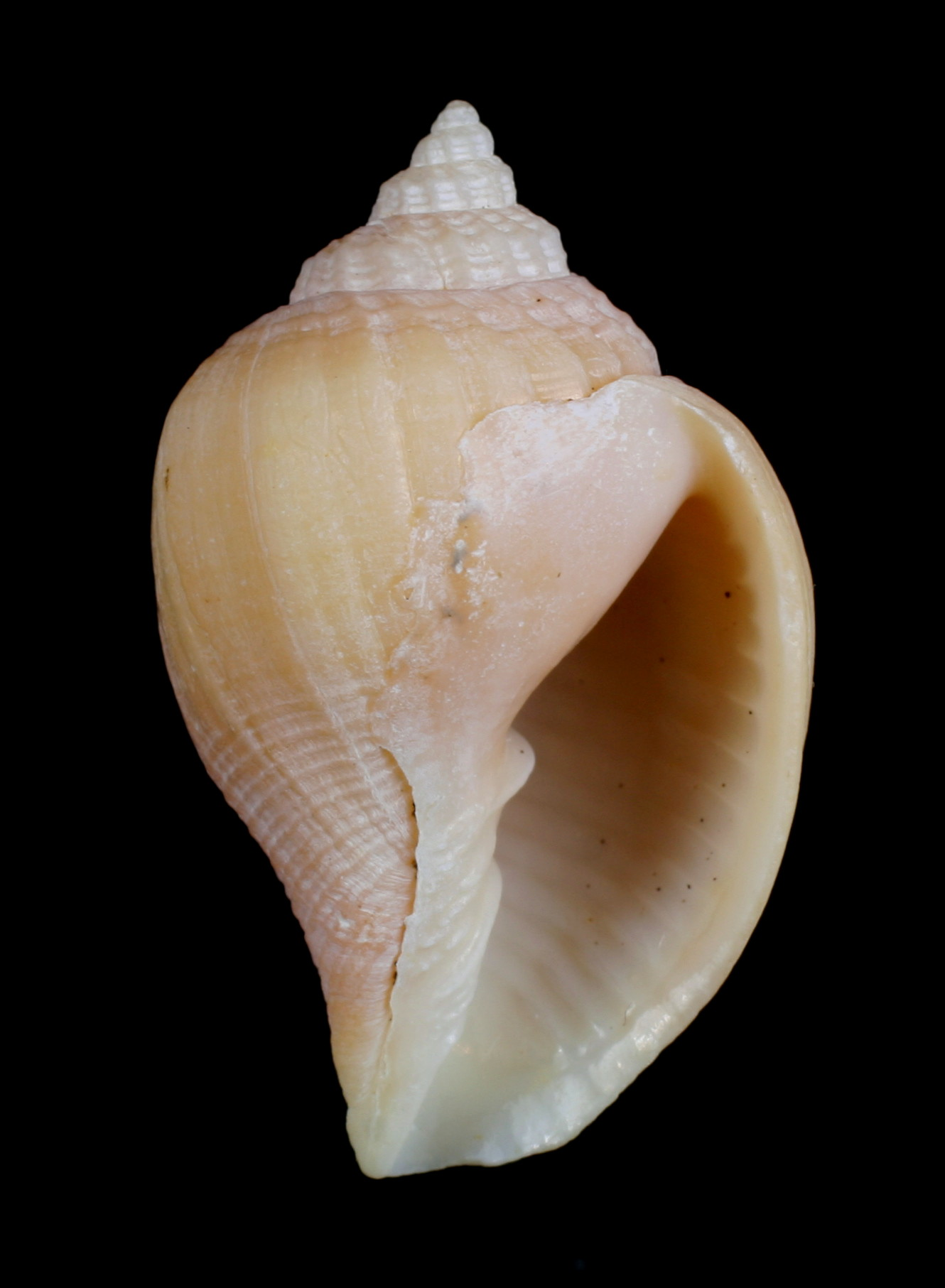
Pyruclia bulbulus
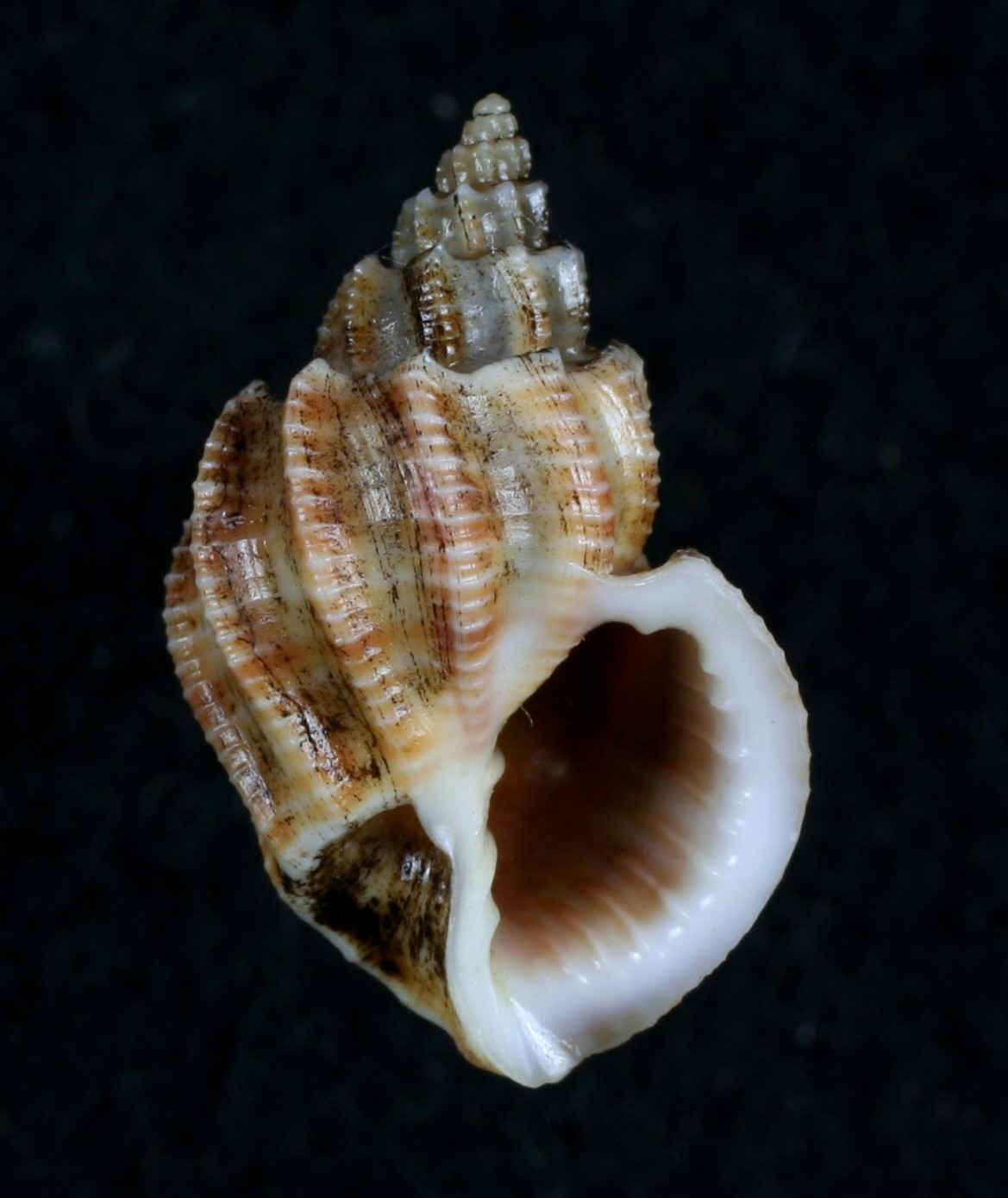
Scalptia scalarina
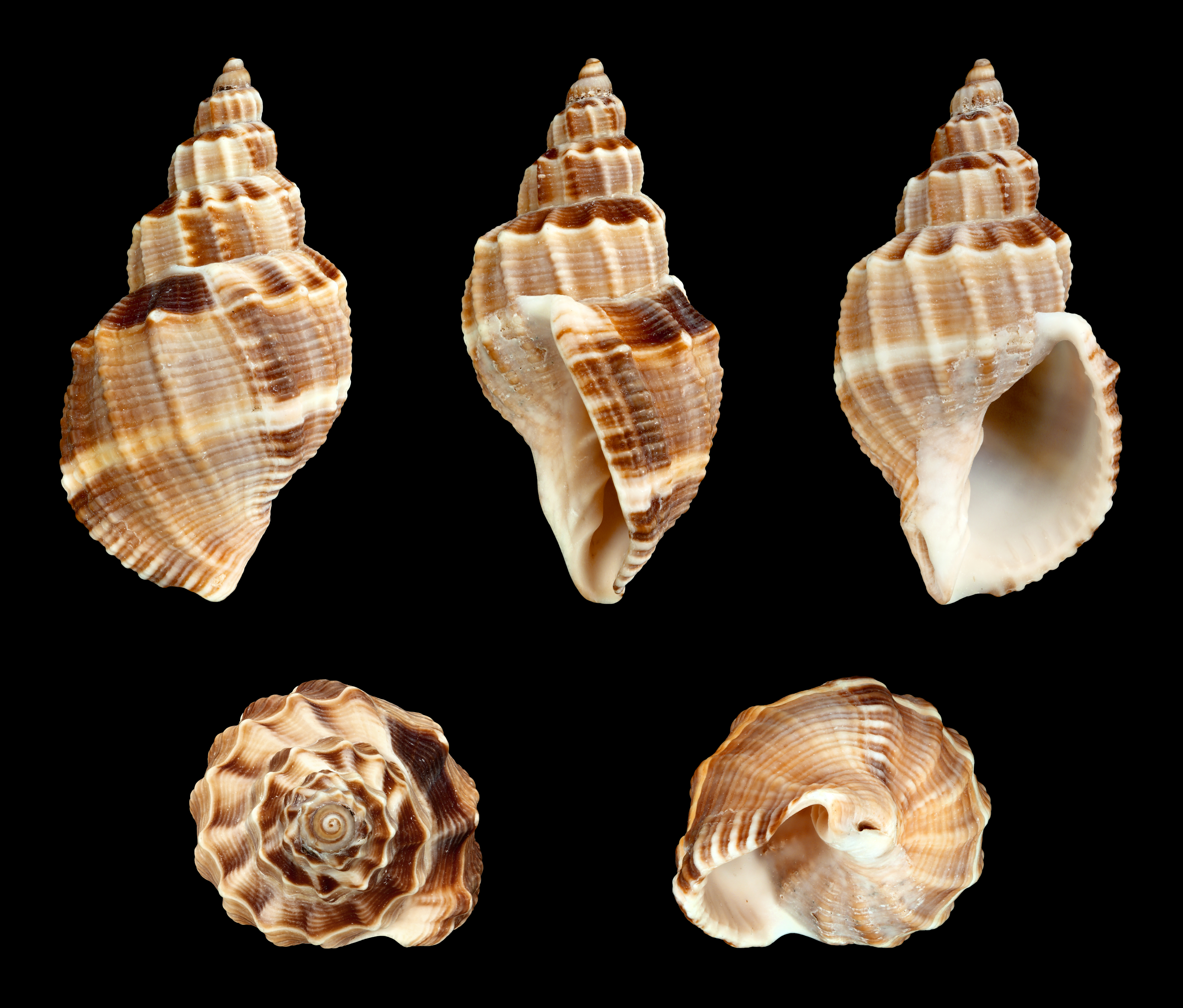
Sydaphera spengleriana
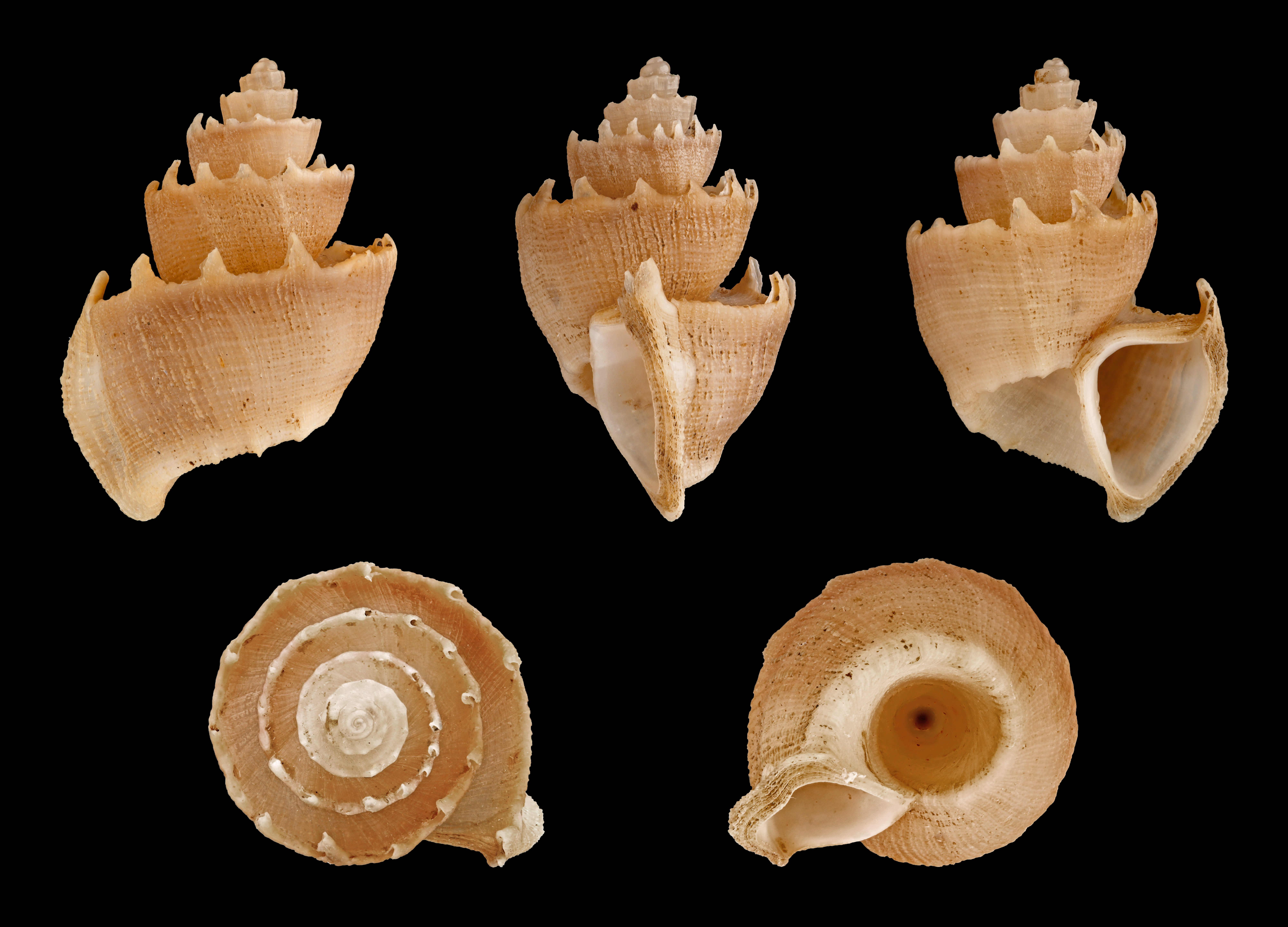
Trigonostoma antiquatum
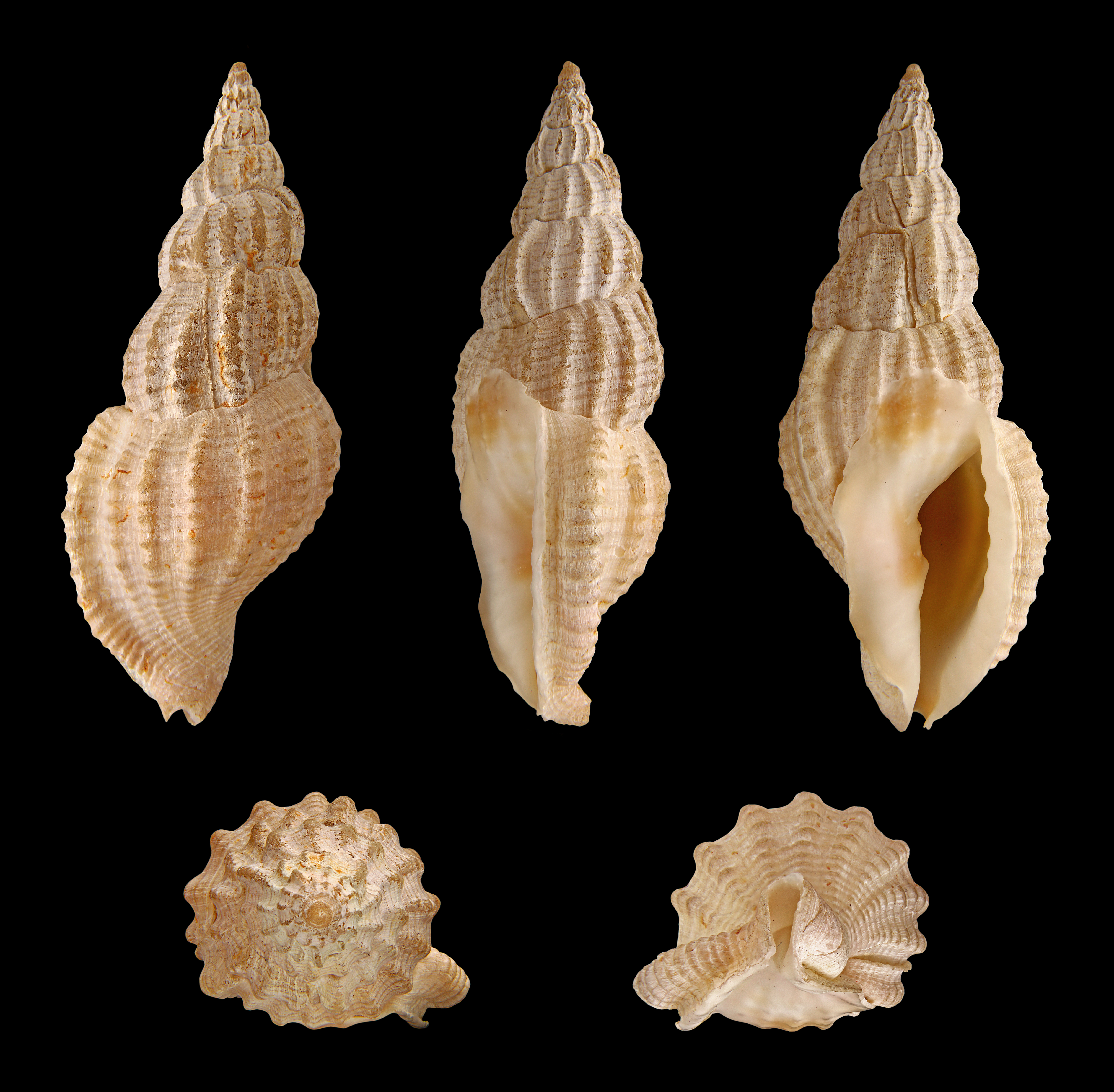
Turehua viva